# Karsten Hansen

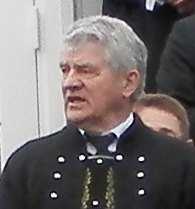
Karsten Hansen em 2012

Karsten Hansen é um político das Ilhas Faroé que ocupou vários cargos ministeriais.

## Carreira política
Hansen foi Ministro das Finanças de 15 de maio de 1998 a 6 de junho de 2002 como membro do partido República. Ele foi reconduzido e serviu no cargo até 3 de fevereiro de 2004. No dia 4 de fevereiro de 2008 foi novamente nomeado Ministro das Finanças e serviu até 26 de setembro de 2008.
Em novembro de 2011, como membro do Partido do Centro, foi nomeado Ministro da Saúde.